# A kokainkölyök
A kokainkölyök (eredeti cím: White Boy Rick) 2018-ban bemutatott amerikai bűnügyi filmdráma, melyet Yann Demange rendezett. A főbb szerepekben Richie Merritt, Matthew McConaughey, Bel Powley, Jennifer Jason Leigh, Brian Tyree Henry és Rory Cochrane látható. A film igaz történet alapján készült, Richard Wershe Jr. történetét dolgozza fel, aki az 1980-as években 14 évesen az FBI legfiatalabb informátora lett.

## Cselekmény
1980-as évek, Detroit. Rick Wershe rajong a fegyverekért, nem hiába, mert az apja fegyverkereskedő. Ő mégis inkább a drogbizniszt választja és drogdíler lesz belőle. Kezdetben a rendőrség hagyja őt tevékenykedni, mert segít nekik kézre keríteni a nagyobb halakat, de aztán később már Rick is nagy hal lesz, ezért letartóztatják és életfogytiglani börtönbüntetésre ítélik.

## Szereplők
| Színész               | Szerep                         | Magyar hang       |
| --------------------- | ------------------------------ | ----------------- |
| Matthew McConaughey   | Richard Wershe Sr.             | Nagy Ervin        |
| Richie Merritt        | Richard Wershe Jr.             | Miller Dávid      |
| Bel Powley            | Dawn Wershe                    | Gáspár Kata       |
| Jennifer Jason Leigh  | Alex Snyder FBI-ügynök         | Murányi Tünde     |
| Brian Tyree Henry     | Mel “Roach” Jackson nyomozó    | Törköly Levente   |
| Rory Cochrane         | Frank Byrd FBI-ügynök          | Thuróczy Szabolcs |
| RJ Cyler              | Rudell "Boo" Curry             | Jéger Zsombor     |
| Jonathan Majors       | Johnny "Lil Man" Curry         | Patkós Márton     |
| Eddie Marsan          | Art Derrick                    | Kapácsy Miklós    |
| Taylour Paige         | Cathy Volsan-Curry             | Szilágyi Csenge   |
| Bruce Dern            | Roman "Ray" Wershe nagypapa    | Kiss Gábor        |
| Piper Laurie          | Verna Wershe nagymama          | Bókai Mária       |
| Kwon Haynes           | Edwin "Nug" Crutcher           |                   |
| IshDARR               | Steven "Freaky Steve” Roussell |                   |
| James Howard          | Hill felügyelő                 |                   |
| YG                    | Leo "Big Man" Curry            |                   |
| Danny Brown           | Edward "Black Ed" Hanserd      |                   |
| Kyanna Simone Simpson | Brenda Moore                   |                   |

## Fordítás
- Ez a szócikk részben vagy egészben  a   White Boy Rick című angol Wikipédia-szócikk fordításán alapul.  Az eredeti cikk szerkesztőit annak laptörténete sorolja fel. Ez a jelzés csupán a megfogalmazás eredetét és a szerzői jogokat jelzi, nem szolgál a cikkben szereplő információk forrásmegjelöléseként.